# Ћуковац (Земун)
Ћуковац је градско насеље у Београду, које се налази на територији општине Земун.

## Локација
Ћуковац је једно од неколико малих насеља које чине центар Земуна, некадашњег града, а данас градске општине. Ћуковац се граничи са насељима Гардош и Мухар на северу, Доњи Град на југоистоку, Калварија на југозападу, Сава Ковачевић на западу и Горњи Град на северозападу. Ограничено је улицама Цара Душана, Тргом Бранка Радичевића Цетињска, Угиновачка и Новоградска. Насеље је испресецано следећим улицама: Ћуковачки руб, Ћуковачка, Ћуковачки пут, Бреговита, Стевана Дукића, Пинкијева, Жарка Зрењанина и Василија Васиљевића.

## Карактеристике
Ћуковац се налази на истоименом брду, једном од три брда на којима је развијено старо градско језгро Земуна. Друга два брда су Гардош, који се простире ка северу, и Калварија, која се простире ка југу, стварајући брдовите формације у облику полумесеца. Ћуковац је потпуно стамбено насеље и познато је по својим кратким и уским улицама. Насеље је добило име по птици Ћук, вероватно зато, што се ова птица гнездила у глиновитом брду на коме се насеље налази.
У подземљу брда налази се мрежа подземних лагума, која датира из периода аустријске владавине у Земуну. Ови лагуми повезују Ћуковац, Мухар и Гардош. Након Другог светског рата, становници су почели да граде Ћуковац, потпуно несвесни лагума који се налазе испод брда и који покривају површину од 450 m². Како у то време није постојао канализациони систем, они су изградили септичке јаме и сакупљали кишницу, што је деценијама касније земљиште претворило у мокро. На крају су зидови и куће постале нестабилне, и многе фасаде и зидови су се урушавали. 1988. године, градске власти су коначно интервенисале, јер су куће у три улице почеле да тону. Бушене су рупе да би се површина повезала са највећим лагумиом. Кроз 23 бушотине су сипане велике количине бетона у лагум, који је том приликом уништен. Лагум су пунили бетоном све док површина тла није постала стабилна.

## Знаменитости
У самом подножју брда и насеља Ћуковац на почетку улице Василија Васиљевића се налази кућа у којој је својевремено била смештена кафана „Бели медвед“. Ова кућа је саграђена у балканском стилу и вероватно је последња кућа у овом стилу која се налази у старом језгру Земуна. Иначе кућа је веома стара, налази се у најстаријим сачуваним плановима Земуна и процењује се да је стара преко 320 година и име носи епитет најстарија кућа у Земуну. У литератури са спомиње као место у коме је са својим штабом одсео аустријски војсковођа Еуген Савојски (1663—1736) за време опсаде Београда 1717. године.
Кућа је једноспратница у приземљу је пословни простор (локали) а на спрату су просторије за становање. Испод „Белог медведа“ је ископан двокраки лагум озидан опеком. Зграда се и данас користи за становање, у јако лошем је стању и неопходна јој је детаљна рестаурација.

## Галерија
- улица В. Васиљевића
- Ћуковаћки руб
- Стаза
- Бреговита улица
- Ћуковачка улица
- Степениште
- Улица Ж. Зрењанина
- Улица Стевана Дукића
- Ћуковаћка кишна канализација
- Улаз у један од многобројних лагума
- Поглед на Земун са Ћуковца
- Поглед на Дунав и Гардош са Ћуковца